# Fuksja mieszańcowa

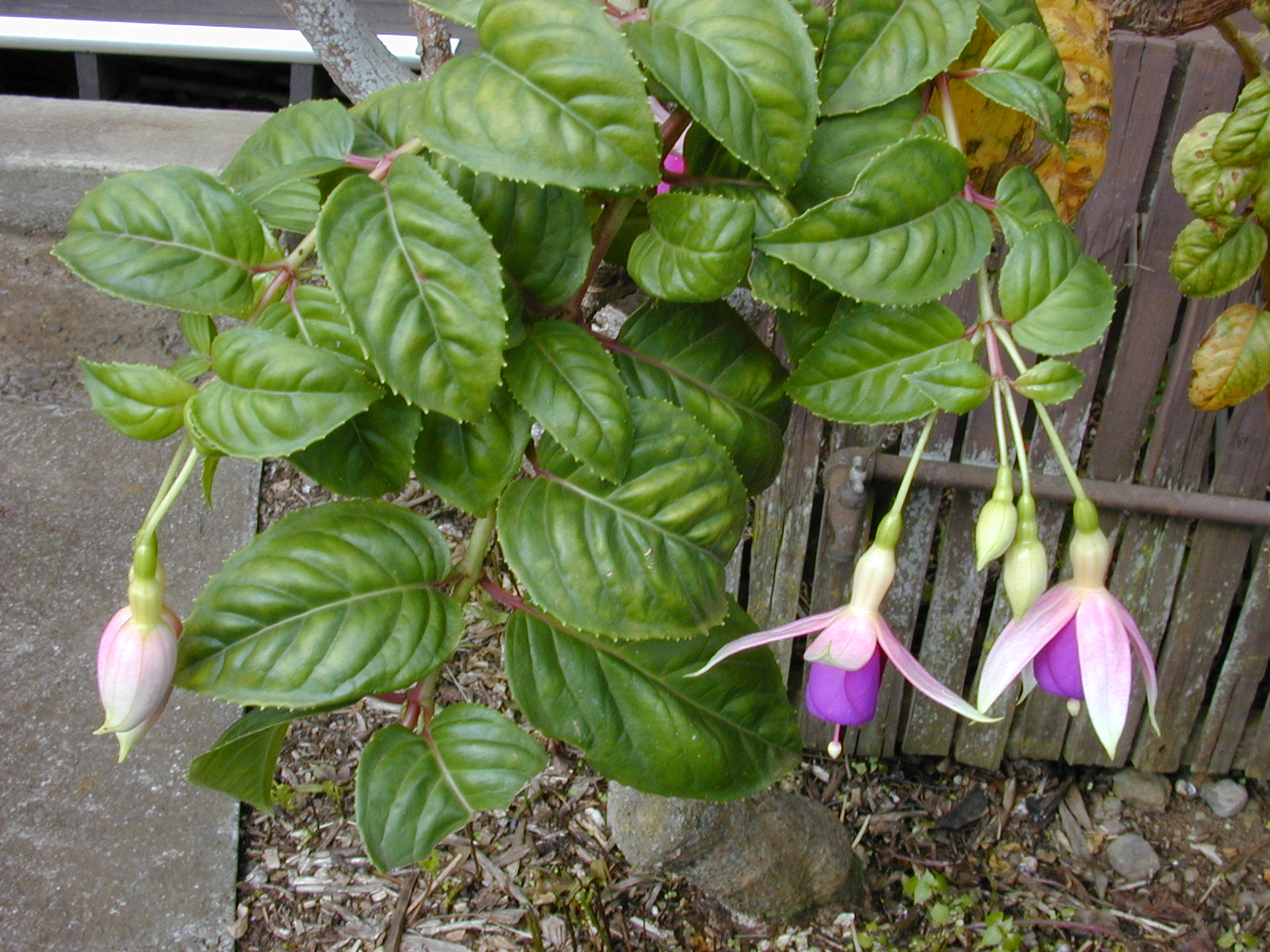

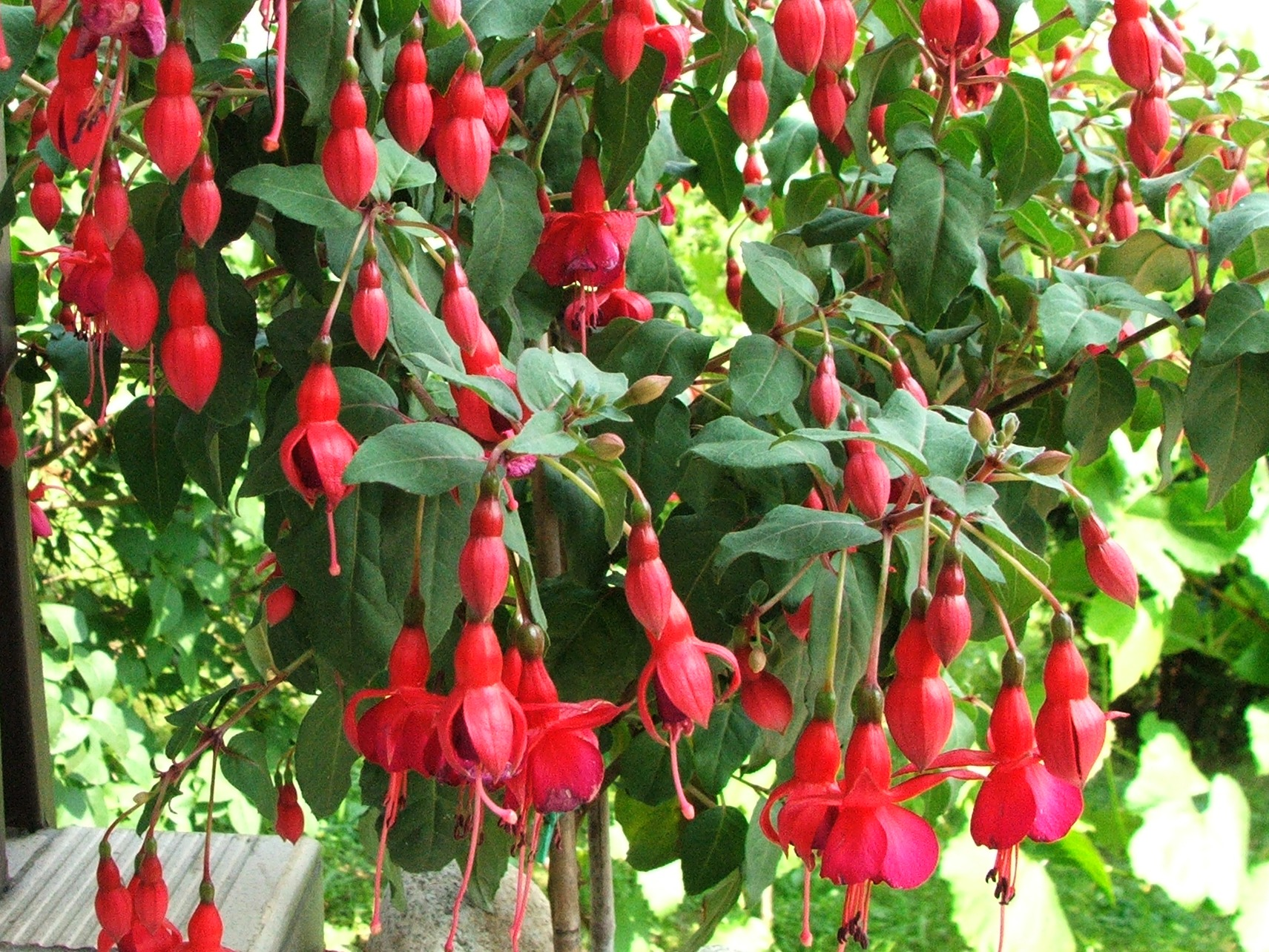

Fuksja mieszańcowa (Fuchsia × hybrida) – gatunek rośliny należący do rodziny wiesiołkowatych. Jest mieszańcem, pochodzi od różnych gatunków fuksji naturalnie występujących w tropikalnych obszarach, głównie Ameryki Południowej. Ogrodnicy w wyniku krzyżówek międzygatunkowych otrzymali wiele kultywarów uprawianych jako rośliny ozdobne. Pierwszego mieszańca otrzymano w 1832, w 2008 istniało już ok. 18 000 kultywarów i ciągle powstają nowe. Dziś nie sposób już ustalić ich pochodzenia. Dlatego też wszystkie fuksje mieszańcowe, zarówno te o nieznanym pochodzeniu, jak i obecnie otrzymywane kultywary o znanym pochodzeniu, oznaczane są jedną wspólną nazwą Fuchsia × hybrida (fuksja mieszańcowa).

## Morfologia
Różne odmiany różnią się dość znacznie pokrojem, liśćmi i kwiatami.
PokrójRoślina o krzewiastym pokroju. Młode pędy są zielne, starsze zdrewniałe. Uprawiana przez wiele lat może osiągnąć dość duże rozmiary.
LiścieUlistnienie naprzemianległe lub okółkowe. Liście pojedyncze, o kształcie od eliptycznego do jajowatego (w zależności od odmiany), przeważnie błyszczące i całobrzegie, czasami tylko piłkowane
KwiatyU większości odmian są zwisające, u nielicznych tylko (tych, które pochodzą od Fuchsia procumbens) są wzniesione. Są długie i rurkowate, mają 4 odgięte działki kielicha otaczające płatki korony, 2 pręciki i słupek z długa szyjką. Długość kwiatów u różnych odmian wynosi 0,5–6 cm. Mogą to być kwiaty pojedyncze o 4 płatkach korony, lub podwójne o 5–7 płatkach, półpełne lub pełne. U niektórych odmian działki kielicha mają inny kolor niż płatki korony. Płatki korony mogą mieć każdy niemal kolor, z wyjątkiem żółtego.

## Biologia
Rośliny wieloletnie. Kwitną bardzo długo i obficie – od wiosny do późnej jesieni i co jest jedną z największych zalet fuksji – również w miejscu zacienionym. Pojedyncze kwiaty długo utrzymują się na roślinie. W swojej ojczyźnie fuksje zapylane są przez kolibry (ornitogamia), uprawiane u nas odmiany fuksji mieszańcowej rzadko zawiązują owoce. Rosną dość silnie, w ciągu roku przyrost pędów wynosi 20–30 cm. Są roślinami długowiecznymi. W zimie fuksja powinna przejść okres spoczynku w pomieszczeniu o niskiej temperaturze (6–8 °C). W tym okresie podlewanie ogranicza się.

## Zastosowanie
Roślina ozdobna, uprawiana głównie w doniczkach i różnego rodzaju pojemnikach, głównie dla swoich pięknych kwiatów, oraz obfitego i długotrwałego kwitnienia. Może być jako roślina pokojowa uprawiana w mieszkaniach, ustawiona na parapecie okiennym lub w pobliżu okna. Najczęściej jednak uprawia się ją na balkonach, werandach i w ogródku. Uprawia się je też w formie piennej.

## Uprawa
- Wymagania. Wymaga żyznej ziemi z dużą zawartością próchnicy i musi ona być stale wilgotna. Zbyt suche podłoże powoduje opadanie kwiatów. Bezpośrednie słońce nie jest dla niej odpowiednie, najlepiej rośnie w niewielkim zacienieniu. Źle toleruje przeciągi, wiatr zrywa jej kwiaty. Nie jest odporna na przemarzanie.
- Sposób uprawy. Wymaga regularnego nawożenia, najlepiej wieloskładnikowymi nawozami płynnymi. Młode rośliny przesadza się do większych doniczek na wiosnę co rok, starsze co 2-3 lata. Na wiosnę przycina się ją, pozostawiają 2–3 zeszłoroczne oczka. Silnie rozrastające się okazy przycina się również w ciągu lata. Przycinanie wpływa na ich lepsze krzewienie się. Można też prowadzić roślinę w postaci formy piennej, nadają się do tego tylko odmiany o sztywnych pędach. W tym celu usuwa się wszystkie boczne pędy, pozostawiając tylko główny, który przywiązuje się do podpory. Pojawiające się na jego szczycie odgałęzienia uszczykuje się nad 3 liściem.

- Rozmnażanie. Przez sadzonkowanie z niezdrewniałych pędów o długości 8–10 cm. Pobiera się je w sierpniu, najlepiej z podstawy pędu głównego. Można również sadzonki pobierać w lutym z młodych pędów pojawiających się na przezimowanej roślinie. Sadzonki ukorzenia się w temperaturze 20–22 °C.